# Rokel
Rokel (del ruso: Роккель) es un jútor del raión de Krylovskaya del krai de Krasnodar de Rusia. Está situado en la orilla derecha del río Kugo-Yeya, afluente del río Yeya, 24 km al norte de Krylovskaya y 183 km al nordeste de Krasnodar, la capital del krai. Tenía 9 habitantes en 2010
Pertenece al municipio Kugoyéiskoye.